# Sjælland régió
Sjælland régió a 2007. január 1-jén életbe lépett közigazgatási reform szerint Dánia öt régiójának egyike.
Az új Sjælland régió a korábbi Roskilde, Storstrøm és Vestsjælland megyéket foglalja magába.

## Községek
Dánia 98 községe közül a régió a következő 17-et foglalja magába:
- Faxe község
- Greve község
- Guldborgsund község
- Holbæk község
- Kalundborg község
- Køge község
- Lejre község
- Lolland község
- Næstved község
- Odsherred község
- Ringsted község
- Roskilde község
- Slagelse község
- Solrød község
- Sorø község
- Stevns község
- Vordingborg község

## Lásd még
- Dánia régiói

1. ↑  Population on the 1st of the quarter by marital status, age, time, area, and gender